# Résolution du Conseil de sécurité des Nations unies

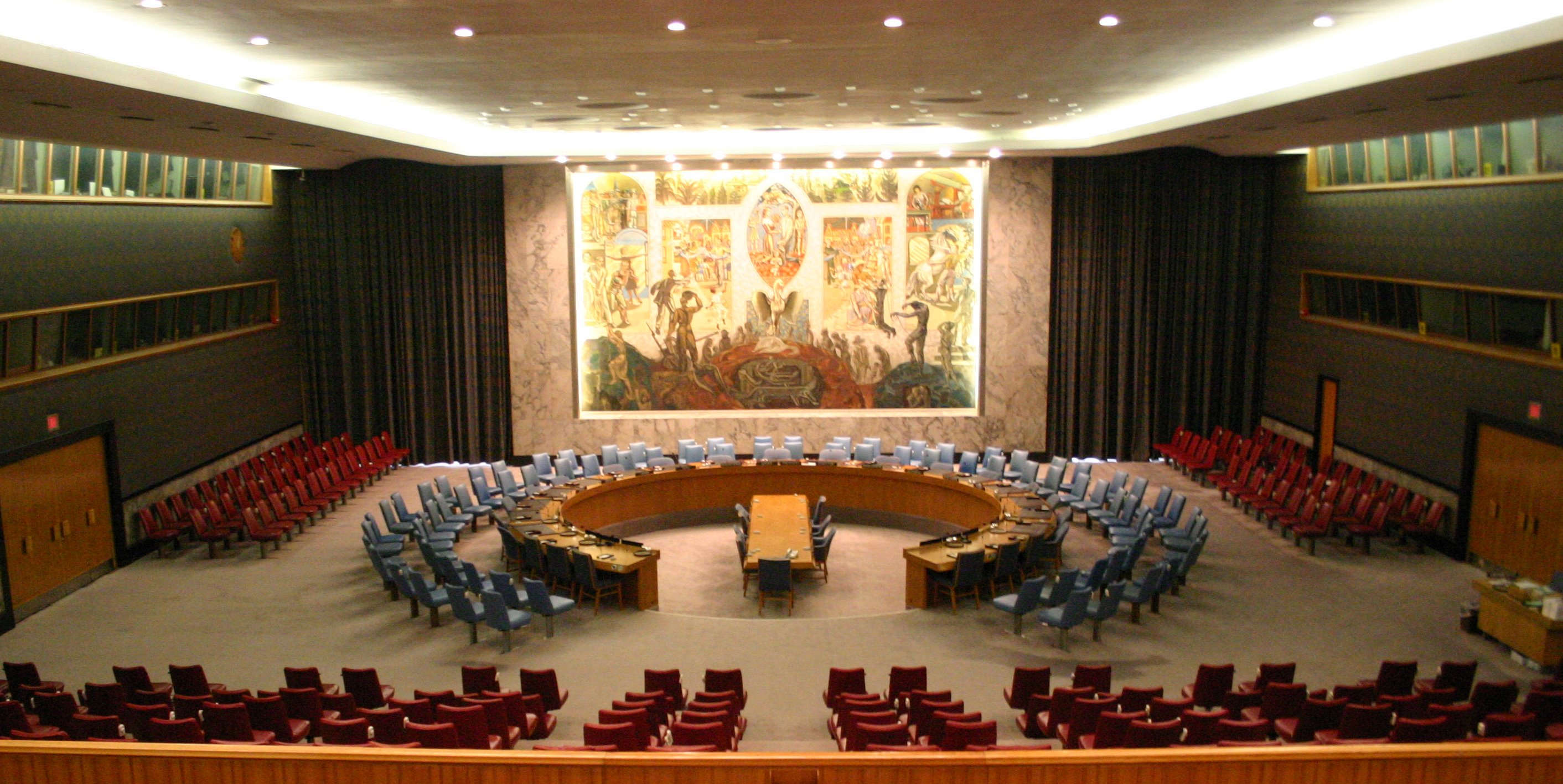
Salle de réunion du Conseil de sécurité des Nations unies

Les décisions du Conseil de sécurité des Nations unies sont communément appelées des résolutions. Elles ont pour vocation d’apporter une solution à un problème concernant le maintien de la paix et de la sécurité internationale.

## Définition
Une résolution du Conseil de sécurité des Nations unies est un texte ayant une valeur juridique contraignante, contrairement à une résolution de l’Assemblée générale. Elle est consacrée dans le droit international par l’article 25 de la Charte des Nations unies : « Les membres de l’Organisation conviennent d’accepter et d'appliquer les décisions du Conseil de sécurité conformément à la présente Charte. »
Le terme employé à l’origine dans la Charte des Nations unies est « décision », le terme « résolution » ne figurant nulle part dans ce texte. Le mot est un anglicisme. La Charte (article 27) fait une distinction entre deux types de décision : les décisions sur les questions de procédures et les décisions sur toutes autres questions. Dans l’usage courant, les résolutions sont les « décisions sur toutes autres questions » (article 27 alinéa 3), généralement prévues dans les chapitres VI (Règlement pacifique des différends), VII (Action en cas de menace contre la paix, de rupture de la paix et d’acte d’agression) et VIII (Accords régionaux) de la Charte des Nations unies.
La résolution, au sens où on l’emploie pour l’ONU, désigne donc toute décision concernant les points précisés dans la Charte qui ne ressortissent pas :
- aux compétences propres au Conseil de sécurité concernant son fonctionnement interne,
- aux compétences propres aux organes des Nations unies, autres que le Conseil de sécurité (notamment celles fixant leurs règlements internes),
- aux points dévolus à certains conseils, organisations et agences rattachés à l’ONU.

En effet, le Conseil de sécurité n’est pas le seul organe des Nations unies à prendre des décisions communément appelées « résolutions ». Certaines décisions de l’Assemblée générale, d’un organe subsidiaire de l’Assemblée générale ou de toute autre organisation sont également appelées « résolutions ».

## Mécanisme d’élaboration
L’élaboration d’une résolution est souvent un long chemin. Elle est en général une solution à un problème que le Conseil de sécurité soulève lui-même ou qui lui est soumis par le secrétaire général, par l’assemblée générale ou par un État membre de l'ONU. Elle définit les actions à entreprendre pour résoudre ce problème. Il peut donc s'écouler plusieurs mois avant qu’un projet de résolution ne soit rédigé, discuté, voté puis appliqué.
Les projets de résolution, les amendements et les propositions de fond sont en principe soumis aux représentants par écrit, selon l’article 31 du règlement intérieur du Conseil de sécurité. Dans la conduite des débats au Conseil, les propositions principales et les projets de résolution ont priorité dans l’ordre où ils sont présentés. Seuls peuvent alors venir en priorité les suspensions ou ajournements de séance, le renvoi à une commission, au secrétaire général ou l’introduction d’un amendement.
L’initiative d’un projet ou d’une proposition de résolution échoit aux membres du Conseil de sécurité, permanents et non permanents. En revanche tout membre des Nations unies convié à participer aux débats du Conseil de sécurité au titre de l’article 32 de la Charte peut présenter des propositions et des projets de résolution. Mais ils ne seront mis aux voix qu’à la demande d’un des membres du Conseil.
Même si un projet (ou une proposition) de résolution n’est soutenu que par une minorité de membres du Conseil de sécurité, rien ne peut empêcher le ou les auteurs du projet d’aller jusqu’au vote. Par ailleurs, il peut être retiré à tout moment, tant qu’il n’a pas été mis aux voix. Malgré tout, un membre qui aura appuyé le projet pourra demander qu’il soit soumis à un vote, faisant sien le projet de résolution et bénéficiant du même tour de priorité que si leur auteur ne l’avait pas retiré. Enfin, si un projet fait l’objet de plusieurs amendements, le président du Conseil déterminera l’ordre dans lequel ils seront soumis au vote. Au fil des années, une pratique tacitement acceptée s’est imposée : des amendements qui s’éloignent le plus du projet original à ceux qui en sont le plus proche.

## Soumission d’une question au Conseil de sécurité
Plusieurs procédures sont envisagées dans la Charte pour qu’une question soit soumise au Conseil de sécurité :
- Chapitre IV : Assemblée générale.
  - Article 10 : « L’Assemblée générale peut discuter toutes questions ou affaires rentrant dans le cadre de la présente Charte [et] formuler sur ces questions ou affaires des recommandations aux Membres de l’Organisation des Nations unies, au Conseil de sécurité, ou aux Membres de l’Organisation et au Conseil de sécurité » ;
  - Article 11, alinéa 3 : « L’Assemblée générale peut attirer l’attention du Conseil de sécurité sur les situations qui semblent devoir mettre en danger la paix et la sécurité internationales » ;
- Chapitre VI : Règlement pacifique des différends
  - Article 35, alinéa 1 : « Tout Membre de l’Organisation peut attirer l’attention du Conseil de sécurité ou de l’Assemblée générale sur un différend ou une situation de la nature visée dans l’Article 34 » ;
  - Article 35, alinéa 2 : « Un État qui n’est pas Membre de l’Organisation peut attirer l’attention du Conseil de sécurité ou de l’Assemblée générale sur tout différend auquel il est partie, pourvu qu’il accepte préalablement, aux fins de ce différend, les obligations de règlement pacifique prévues dans la présente Charte » ;
  - Article 37, alinéa 1 : « Si les parties à un différend de la nature mentionnée à l’Article 33 ne réussissent pas à le régler par les moyens indiqués audit Article, elles le soumettent au Conseil de sécurité » ;
  - Article 37, alinéa 2 : « Si le Conseil de sécurité estime que la prolongation du différend semble, en fait, menacer le maintien de la paix et de la sécurité internationales, il décide s’il doit agir en application de l’Article 36 ou recommander tels termes de règlement qu’il juge appropriés » ;
  - Article 36, alinéa 1 : « Le Conseil de sécurité peut, à tout moment de l’évolution d’un différend de la nature mentionnée à l’Article 33 ou d’une situation analogue, recommander les procédures ou méthodes d’ajustement appropriées » ;
  - Article 38 : « Sans préjudice des dispositions des Articles 33 à 37, le Conseil de sécurité peut, si toutes les parties à un différend le demandent, faire des recommandations à celles-ci en vue d’un règlement pacifique de ce différend » ;
- Chapitre VII : Action en cas de menace contre la paix, de rupture de la paix et d’acte d’agression.
  - Article 39 : « Le Conseil de sécurité constate l’existence d’une menace contre la paix, d’une rupture de la paix ou d’un acte d’agression et fait des recommandations ou décide quelles mesures seront prises conformément aux Articles 41 et 42 pour maintenir ou rétablir la paix et la sécurité internationales » ;
- Chapitre X : Conseil économique et social
  - Article 65 : « Le Conseil économique et social peut fournir des informations au Conseil de sécurité et l’assister si celui-ci le demande » ;
- Chapitre XV : Secrétariat
  - Article 99 : « Le Secrétaire général peut attirer l’attention du Conseil de sécurité sur toute affaire qui, à son avis, pourrait mettre en danger le maintien de la paix et de la sécurité internationales ».

## Plusieurs types de résolution
Sans épuiser les articles de la Charte des Nations unies concernant cette question, qui forment l’essentiel des chapitres VI, VII et VIII et de plusieurs articles des chapitres IV, V, X, XII, XIII, XIV et XV, on peut considérer plusieurs types de résolution :
- Les assentiments ;
- Les recommandations ;
- Les injonctions ;
- Les procédures intermédiaires ;
- Les injonctions assorties de menaces ;
- Les décisions d’actions.

### Assentiment
Un assentiment est requis lorsqu'est proposée l’admission d’un nouveau membre aux Nations unies. Le Conseil de sécurité est libre d’entériner ou non cette admission. De nos jours, elle est généralement acceptée. À l'inverse, durant la guerre froide, l’Union soviétique et les États-Unis se sont souvent opposés à certaines admissions, à grand renfort de veto.

### Recommandation
Le Conseil de sécurité se voit soumettre une question ne nécessitant pas d’action particulière d’un des organes des Nations unies, et rend une décision de l’ordre de l’arbitrage : une recommandation. Il laisse généralement une grande latitude aux parties concernées pour régler la question par elles-mêmes. Généralement, les parties sont renvoyées aux articles du chapitre VIII : « Accords régionaux », concernant précisément les règlements de différends ou les accords établis en dehors des instances de l’ONU.

### Injonction
Il y a deux types d’injonction : primaire et secondaire. Dans le cas d’une injonction primaire, une question nouvelle, ressortant généralement de ceux prévus aux chapitres VI et VII, est soumise au Conseil de sécurité ou lui-même s’en empare. Il fixe alors un protocole impératif de résolution avec date limite d’exécution, certains articles définissant les suites à donner en cas de non exécution dans les délais.
Les injonctions secondaires sont d’ordre divers, à la fois selon ce que dit la résolution antérieure et selon ce qui a pu se passer entre-temps. Si la résolution antérieure (injonction avec ou sans menaces, procédure intermédiaire, voire recommandation) a été au moins en partie exécutée, généralement l’injonction secondaire sera de l’ordre de l’injonction primaire, de la procédure intermédiaire ou de la recommandation, selon l’état d’exécution. Si la situation s’est maintenue ou aggravée, cette injonction ira vers l’injonction assortie de menaces ou la décision d’action.
On voit cela par exemple pour la série de résolutions portant sur la situation en Somalie, entre 1991 et 1995. Les premières ressortaient de la recommandation à l’injonction puis à l’injonction assortie de menaces. À partir d’avril 1992, il s’est agi de décision d’action et/ou de procédure intermédiaire. Enfin, les deux dernières ont été de l’ordre de l’injonction puis de la décision négative d’action : arrêter l’action en cours. On retrouve bien là l’objectif final d’une série de résolutions : monter l’échelle de la coercition pour éteindre la menace pour la paix et la sécurité internationales.

### Procédure intermédiaire
Les procédures intermédiaires sont de tous ordres : recommandation, injonction simple ou assortie de menaces, procédure proprement dite.
Pour reprendre le cas de la Somalie, environ une résolution sur trois est de l’ordre de la procédure, soit qu’elles fixent des modalités de contrôle de la situation actuelle, soit qu’elles précisent ou qu’elles modifient les conditions d’exécution des actions en cours. Les deux autres tiers ressortaient de l’injonction simple ou assortie de menaces (excepté les deux décisions d’action et la décision finale de fin d’action).

### Injonction assortie de menaces
Les injonctions assorties de menaces, si parfois elles sont la première étape d’une série de résolutions (cas de la résolution 1685 du 13 juin 2006), sont en général consécutives à une résolution antérieure, recommandation ou injonction simple. Sauf cas assez rare de solution rapide, elles sont le plus souvent suivies d’une décision d’action.

### Décision d’action
Les décisions d’action ressortent des procédures prévues dans les chapitres VI (Règlement pacifique des différends) et VII (Action en cas de menace contre la paix) de la Charte des Nations unies. Elles consistent le plus souvent en l’envoi de forces sous mandat ou avec l’assentiment de l’ONU, dans les conditions et les modalités prévues aux articles 42 à 49 du chapitre VII.

## Structure d’une résolution
Elles comprennent généralement deux parties distinctes : le préambule et le dispositif. Le préambule expose les considérations sur la base desquelles une décision est prise, une opinion est exprimée ou des directives sont données. Le dispositif énonce quant à lui l’opinion ou la décision de l’organe dont émane la résolution.

## Adoption d’une résolution
Le vote d’une résolution du Conseil de sécurité répond à quelques règles. Celles-ci sont régies par l’article 27 de la Charte des Nations unies.
Pour toutes les autres questions hors questions de procédures, la résolution doit être approuvée par au moins neuf membres du Conseil (permanents ou non) sans qu’il n’y ait de vote négatif de la part des cinq membres permanents (droit de veto).
Si la décision touche à des questions de procédures, au moins neuf membres du Conseil (permanents ou non) doivent voter en sa faveur pour qu’elle soit acceptée. Les membres permanents ne peuvent pas exercer leur droit de veto.